# Hanssel Delgado
Hanssel Sahid Delgado Tadeo (Ibarra, Imbabura, 7 de abril de 2002) es un futbolista ecuatoriano que juega de defensa en Independiente del Valle de la Serie A de Ecuador.

## Trayectoria
Se inició en las categorías formativas de Independiente del Valle.
En marzo de 2020 fue campeón de la Copa Libertadores sub-20, tras ganarle la final 2 a 1 al River Plate de Argentina.

## Selección nacional

### Categorías inferiores
Formó parte de la selección ecuatoriana en las categorías sub-15, sub-17 y sub-20.

#### Participaciones en Sudamericanos
| Campeonato                  | Sede      | Resultado    | Partidos | Goles |
| --------------------------- | --------- | ------------ | -------- | ----- |
| Sudamericano Sub-15 de 2017 | Argentina | Primera fase | ¿?       | ¿?    |
| Sudamericano Sub-17 de 2019 | Perú      | Cuarto lugar | 9        | 0     |

#### Participaciones en Copas del Mundo
| Campeonato                  | Sede   | Resultado        | Partidos | Goles |
| --------------------------- | ------ | ---------------- | -------- | ----- |
| Copa Mundial Sub-17 de 2019 | Brasil | Octavos de final | 4        | 0     |

## Clubes
| Club                    | País    | Año               |
| ----------------------- | ------- | ----------------- |
| Independiente del Valle | Ecuador | 2016 - 2019       |
| Independiente Juniors   | Ecuador | 2020              |
| Independiente del Valle | Ecuador | 2020 - Actualidad |

## Palmarés

### Campeonatos internacionales
| Título                   | Club                           | Sede     | Año  |
| ------------------------ | ------------------------------ | -------- | ---- |
| Copa Libertadores Sub-20 | Independiente del Valle sub-20 | Asunción | 2020 |